# Radicaal 166
Van de in totaal 214 Kangxi-radicalen heeft radicaal 166 de betekenis dorp en li (lengtemaat). Het is een van de twintig radicalen die bestaat uit zeven strepen.
In het Kangxi-woordenboek zijn er 14 karakters die dit radicaal gebruiken.

## Karakters met het radicaal 166

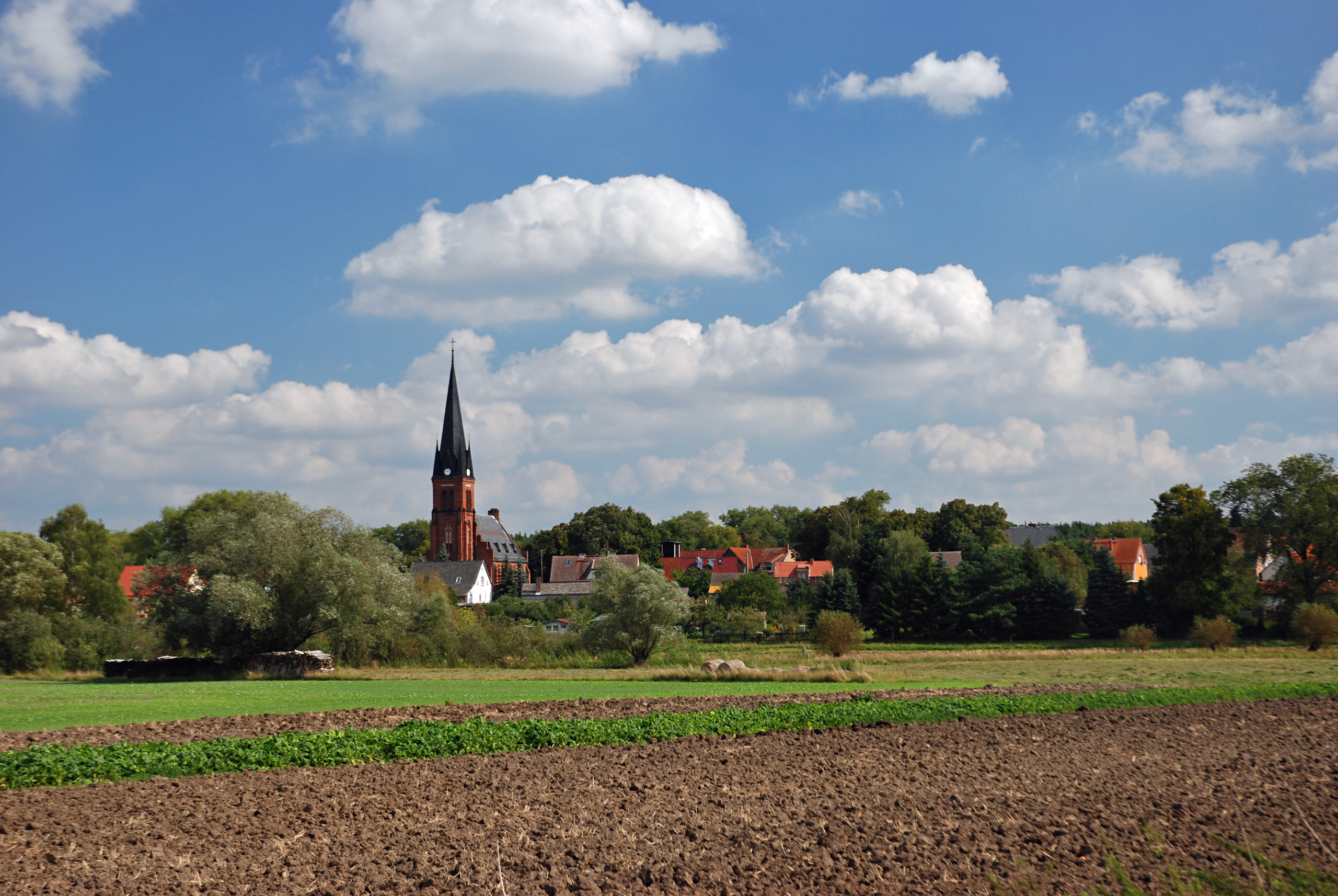
Dorp

| Strepen | Karakter |
| ------- | -------- |
| + 0     | 里       |
| + 2     | 重       |
| + 4     | 野       |
| + 5     | 量       |
| + 11    | 釐       |